# Voiron
Voiron település Franciaországban, Isère megyében. Lakosainak száma 21 604 fő (2022. január 1.). Voiron Chirens, Coublevie, Moirans, La Murette, Saint-Cassien, Saint-Étienne-de-Crossey, Saint-Jean-de-Moirans és Saint-Nicolas-de-Macherin községekkel határos.

## Népesség
A település népessége az elmúlt években az alábbi módon változott:
| Lakosok száma | 17 587 | 18 911 | 18 686 | 20 672 | 19 988 | 20 529 | 20 108 | 20 372 | 20 332 | 21 604 |
|               | 1968   | 1982   | 1990   | 2006   | 2013   | 2015   | 2017   | 2019   | 2020   | 2022   |